# Provincia de Latina
Latina (en italiano Provincia di Latina) es una provincia de la región del Lacio, en Italia. Su capital es la ciudad de Latina.
Tiene un área de 2251 km², y una población total de 491 431 hab. (2001). Hay 33 municipios en la provincia 
Los principales municipios por población son:
| Municipio             | Población |
| --------------------- | --------- |
| Latina                | 112 533   |
| Aprilia               | 63 265    |
| Terracina             | 42 669    |
| Formia                | 36 822    |
| Fondi                 | 35.115    |
| Cisterna di Latina    | 33 108    |
| Sezze                 | 22 859    |
| Gaeta                 | 21 541    |
| Minturno              | 18 366    |
| Sabaudia              | 17 581    |
| Priverno              | 13 728    |
| Pontinia              | 13 517    |
| Cori                  | 10 808    |
| Itri                  | 9238      |
| San Felice Circeo     | 8212      |
| Sermoneta             | 7083      |
| Sonnino               | 7056      |
| Santi Cosma e Damiano | 6678      |
| Monte San Biagio      | 6106      |